# Gerő Lina
Gerő Karolina (Szatmárnémeti, 1858. szeptember 21. – Budapest, 1926. január 6.) színésznő.

## Életpályája
1872-ben Győrben lépett színpadra. 1875–1877 között Kassán volt látható. 1876-ban Aradi Gerő társulatában játszott. 1877-ben Lászy Vilmos társulata foglalkoztatta. 1880–1896 között Kolozsváron szerepelt. 1896–1914 között a budapesti Nemzeti Színház tagja volt.
Édesapjánál, Gerő Jakabnál gyerekként lépett először színpadra. Kitűnő naiva, drámai és vígjátéki szende volt.

## Magánélete
1890-ben Korbuly József kolozsvári szerkesztő lett a párja.

## Színházi szerepei
- William Shakespeare: Szentivánéji álom – Hermia
- Jókai Mór: Az aranyember – Noémi
- Gárdonyi Géza: A bor – Eszter